# Daniel Hwasser

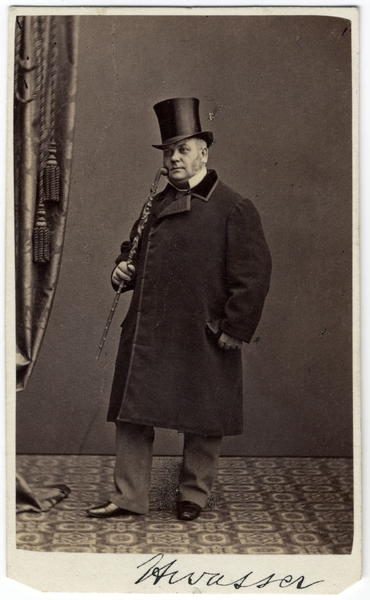
Daniel Hwasser (1862)

Daniel Hwasser, född 28 maj 1817 i Romfartuna, Västmanland, död 9 mars 1871 i Stockholm, var en svensk hovkamrerare och teatertjänsteman.

## Biografi
Daniel Hwassers släkt kan spåras till Skåne under den tid då landskapet blev svenskt, och äldste stamfadern Börje Hwass räknades under den tiden som svensk. Daniel Hwassers far, som också han bar namnet Daniel Hwasser, var vice pastor i Romfartuna socken. Modern hette Charlotta Wilhelmina Åkerman. Vid födseln blev Daniel Hwasser föräldralös sedan fadern avlidit vid 31 års ålder 1816, och han adopterades därför av sin farbror, den på sin tid mycket kände uppsalaprofessorn Israel Hwasser.
Hwasser blev student vid Uppsala universitet år 1837, och är känd som en av "De tre" och en av de ledande "Juvenalerna" i kotteriet kring Gunnar Wennerberg i 1840-talets Uppsala. Han var en mycket god tenorsångare, spirituell och slagfärdigt humoristisk ordlekare samt estetiskt bildad.
Hwasser avlade kameralexamen vid universitetet 1846, och flyttade ett år senare till Stockholm för tjänstgöring i olika ämbetsverk.
År 1857 blev han, förmodligen genom sin tidigare bekantskap i Uppsala med kronprinsen – sedermera Karl XV, hovkamrerare, och den 1 juli 1859 blev han sekreterare och ombudsman vid Kungliga Teatern. Han var därefter tillförordnad direktör för teatern 21 maj–31 december 1860. 1867 blev han riddare av Vasaorden, och han var även riddare av danska Dannebrogsorden.
Daniel Hwasser gifte sig i Uppsala den 14 oktober 1858 med skådespelaren Elise Hwasser, född Jacobson, och var far till Anna Lisa Hwasser-Engelbrecht.